# Macoszyn Mały (gromada)
Macoszyn Mały – dawna gromada, czyli najmniejsza jednostka podziału terytorialnego Polskiej Rzeczypospolitej Ludowej w latach 1954–1972.
Gromady, z gromadzkimi radami narodowymi (GRN) jako organami władzy najniższego stopnia na wsi, funkcjonowały od reformy reorganizującej administrację wiejską przeprowadzonej jesienią 1954 do momentu ich zniesienia z dniem 1 stycznia 1973, tym samym wypierając organizację gminną w latach 1954–1972.
Gromadę Macoszyn Mały z siedzibą GRN w Macoszynie Małym utworzono – jako jedną z 8759 gromad na obszarze Polski – w powiecie włodawskim w woj. lubelskim na mocy uchwały nr 17 WRN w Lublinie z dnia 5 października 1954. W skład jednostki weszły obszary dotychczasowych gromad Macoszyn Mały, Macoszyn Duży i Osowa ze zniesionej gminy Sobibór w powiecie włodawskim oraz obszar dotychczasowej gromady Mszanna kol. ze zniesionej gminy Bukowa w powiecie chełmskim w tymże województwie. Dla gromady ustalono 9 członków gromadzkiej rady narodowej.
1 stycznia 1962 gromadę zniesiono, włączając jej obszar do gromad Hańsk (wieś i osadę leśną Osowa, osadę leśną Hańsk oraz kolonię Zawołocze) i Wola Uhruska (wsie Macoszyn Duży i Macoszyn Mały oraz kolonie Macoszyn Mszanna i Zezulka) w tymże powiecie.